# Tainarys acuticauda
Tainarys acuticauda (лат.) — вид мелких полужесткокрылых насекомых рода Tainarys из семейства Aphalaridae.

## Распространение
Встречаются в Неотропике (Чили).

## Описание
Мелкие полужесткокрылые насекомые (длина менее 5 мм). Внешне похожи на цикадок, задние ноги прыгательные. Тело целиком охристое до коричневого, передние крылья буроватые. Мезо- и метаскутеллюм уплощённые. Переднее крыло длинное (почти вдвое больше ширины), коричневое или чёрное, иногда с нечётким рисунком; поверхностные шипики отсутствуют. Передние перепончатые крылья более плотные и крупные, чем задние; в состоянии покоя сложены крышевидно. Антенны короткие, имеют 10 сегментов; на 4-м, 6-м, 8-м и 9-м члениках имеется по одному субапикальному ринарию. Голова широкая. Голени задних ног с короной из нескольких равных апикальных склеротизированных шпор.
Взрослые особи и нимфы питаются, высасывая сок растений. В основном связаны с растениями семейства анакардиевые: Schinus montana, Schinus polygamus. Вызывают образование неровных галлов на листьях или скручивание молодых листьев. Вид был впервые описан в 1989 году, а его валидный статус был подтверждён в ходе ревизии, проведённой в 2017 году швейцарским колеоптерологом Даниэлем Буркхардтом (Naturhistorisches Museum, Базель, Швейцария) и его бразильским коллегой Dalva Luiz de Queiroz (Коломбу, Парана, Бразилия).